# Винкуран
Винкуран је насељено место у саставу општине Медулин, Истарска жупанија, Хрватска. До територијалне реорганизације у Хрватској налазио се у саставу старе општине Пула.

## Историја
Као самостално насељено место, Винкуран постоји од пописа 2001. године. Настало је издвајањем дела насеља Пула.

## Становништво
На попису становништва 2011. године, Винкуран је имао 672 становника. За попис 1991. године, погледати под Пула.